# Norsk Folkemuseum
Norsk Folkemuseum er et norsk kulturhistorisk frilandsmuseum, der er beliggende på Bygdøy i Oslo. Museet blev etableret i 1894 af Hans Aall og består af 155 bygninger fra hele Norge. Forbilledet var Skansen i Stockholm.
Blandt museets særlige bygninger er Gol Stavkirke fra 13. århundrede, Raulandstua fra det 14. århundrede og en etageejendom fra det 18. århundrede, der oprindeligt var beliggende Wessels Gate 15 i Oslo. Museet rummer desuden et stort fotoarkiv. 